# Jan Bronner
Jan Bronner (Zijpe (NH), 24 december 1881 – Laren (NH), 18 mei 1972) was een Nederlandse beeldhouwer en tekenaar.

## Leven en werk
Bronner werd in een boerengehucht in de polder van de Zijpe geboren als zoon van een huisschilder. Hij groeide op in Haarlem waar zijn vader werk had gevonden. Op de lagere school werd zijn schilder- en tekentalent opgemerkt. Hij volgde een opleiding aan de School voor Bouwkunde, Versierende Kunsten en Kunstambachten in Haarlem. In 1903 richtte hij samen met Henri Boot, Walter van Diedenhoven, Ko Doncker, H.A. van den Eijnde en Ben Kamp de Haarlemse Kunstkring op. In 1906 deed hij met Boot en Van Diedenhoven een vergeefse poging zich aan te melden voor de Rijksakademie van beeldende kunsten in Amsterdam, maar in 1907 werd hij alsnog toegelaten onder Antoon Derkinderen. Hij studeerde er tot 1912. In 1910 dong hij mee naar de Prix de Rome. Tijdens een verblijf in Parijs ontmoette hij Rodin, die hij als de vader van de Europese Beeldhouwkunst zag. Jan Bronner werd eveneens sterk geïnspireerd door Louis Royer.

### Hildebrandmonument
Een van de bekendste en belangrijkste werken van Bronner is het Hildebrandmonument in de Haarlemmerhout. In 1914 werd Bronner uitgeroepen tot winnaar van een ontwerpwedstrijd die door de gemeente Haarlem was uitgeschreven ter ere van de honderdste geboortedag van Hildebrand. Het monument bestaat uit een achtkantige fontein met personages uit de Camera Obscura, op een afstand vanaf een voetstuk gadegeslagen door de schrijver. Na langdurig overleg tussen Bronner en de gemeente Haarlem, dat vanaf 1948 werd gevoerd, werd het Hildebrandmonument in 1962 onthuld. 

### Leermeester

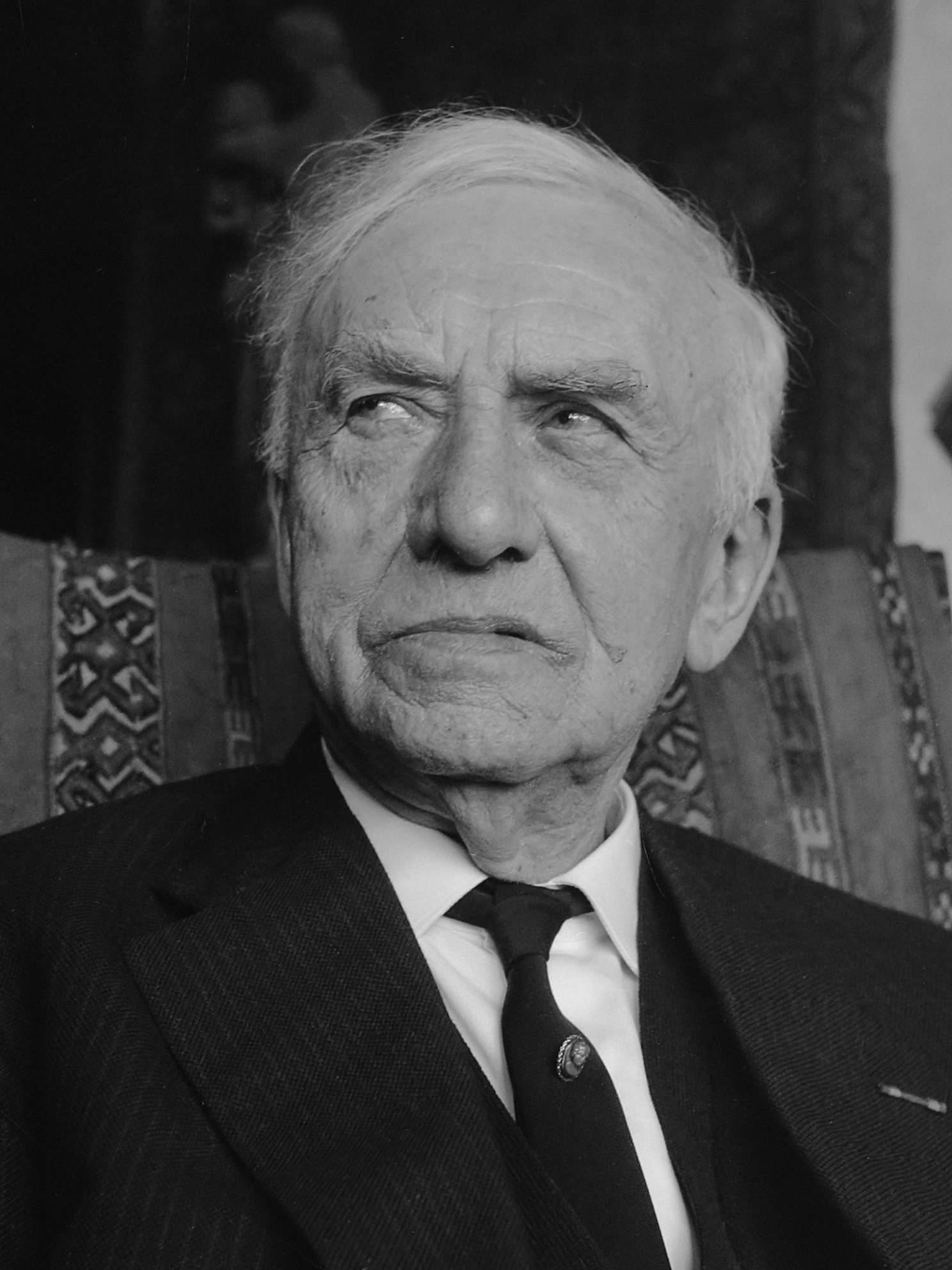
Jan Bronner (1961)

Bronner werd in 1914 benoemd tot hoogleraar aan de Rijksakademie, als opvolger van Bart van Hove. Hij was tot 1947 aan de school verbonden en was de leermeester van een groot aantal Nederlandse beeldhouwers, onder wie Gerrit van der Veen, Carel Kneulman, Wessel Couzijn, Mari Andriessen, Piet Esser, Cor Hund, Charlotte van Pallandt, René van Seumeren, Ton Sondaar, Jos van Riemsdijk, Albert Termote, Margot Hudig-Heldring en Jac van Rhijn. Ter gelegenheid van zijn 90e verjaardag in 1971 werd in Haarlem de tentoonstelling Een beeld van Bronner georganiseerd, waarvoor door Bronner bijna 50 oud-studenten werden uitgenodigd om met hem te exposeren.
Bronner wordt wel beschouwd als de grondlegger van Groep van de figuratieve abstractie, ook wel De Groep. Hij heeft een stempel gedrukt op de volgende generatie beeldhouwers en is van groot belang geweest voor de figuratief abstracte schilder- en beeldhouwkunst. Hij werd in 1948 benoemd tot ridder in de Orde van de Nederlandse Leeuw.

### Werken (selectie)
- Haarlem : Orpheus, Lange Begijnestraat 11 (Philharmonie Haarlem)
- Haarlem: H.J. Mooijen (1912) en P. Clausing jr. (1913), Algemene Begraafplaats Kleverlaan
- Haarlem : Hildebrandmonument (1913-1948, geplaatst in 1962)
- Heino : beelden van het Hildebrandmonument (1913-1948, geplaatst in 1990, te zien in Museum de Fundatie)
- Amsterdam : Keesje, het diakenhuismannetje (<1948), Siegerpark
- Amsterdam : Teun de Jager (1958) in het Vondelpark
- Haarlem : Hildebrand (Nicolaas Beets) (1968), Kleverlaan (Stadskweektuin)
- Utrecht : Grootmoeder Kegge (1969), Oberondreef / Suze Noiretdreef
- Eindhoven : Buikje, Keesje en Suzette Noiret (1930/1940, geplaatst 1988/1990) in het Stadswandelpark
- Schijndel : Van der Hoogen (geplaatst 1991)
- Haarlem : Hendrik Andriessen op 19-jarige leeftijd (1912) in 1992 geplaatst in Concertgebouw Haarlem, thans Philharmonie het concertgebouw van Haarlem

## Fotogalerij

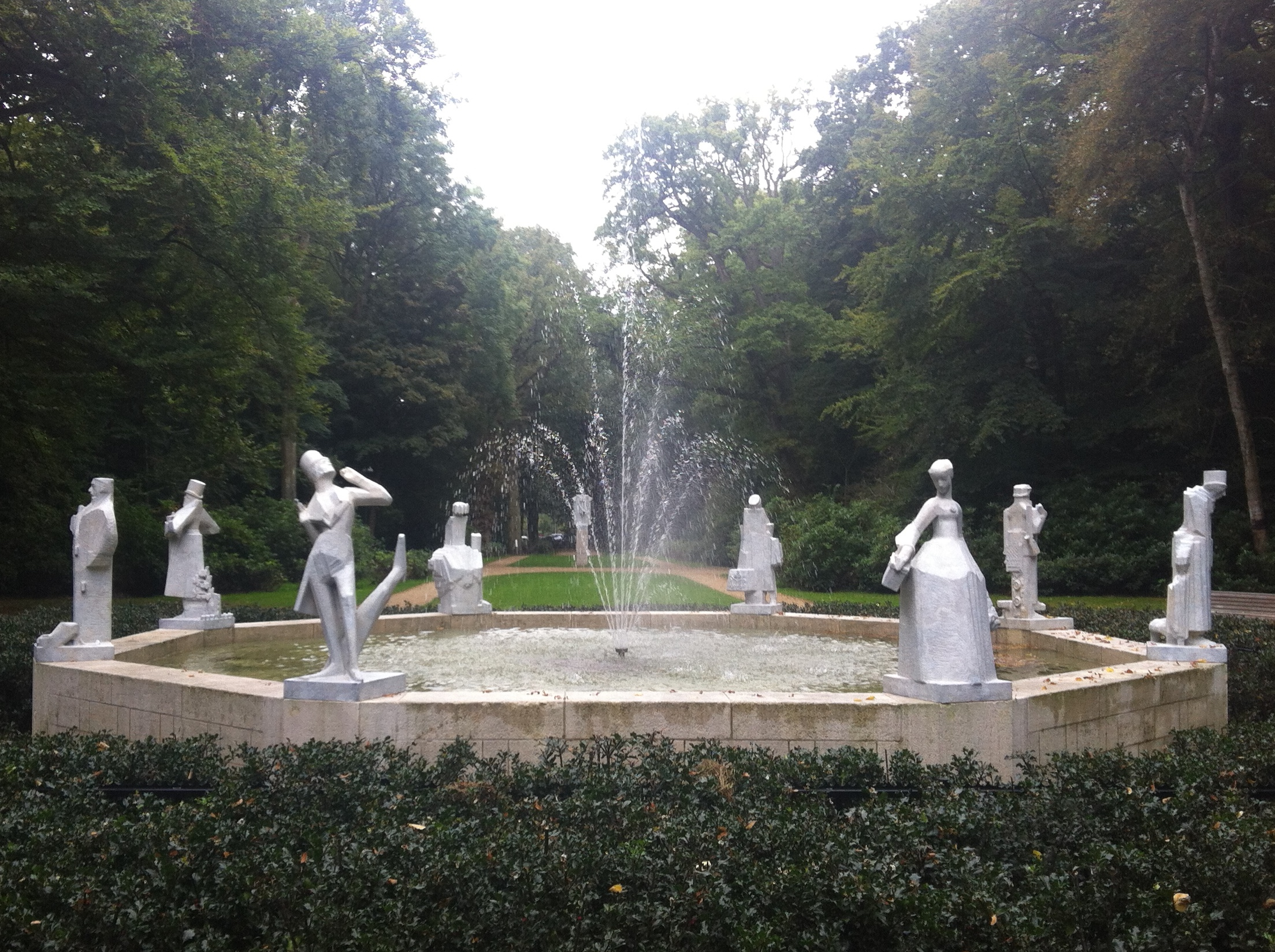
Hildebrandmonument in Haarlem
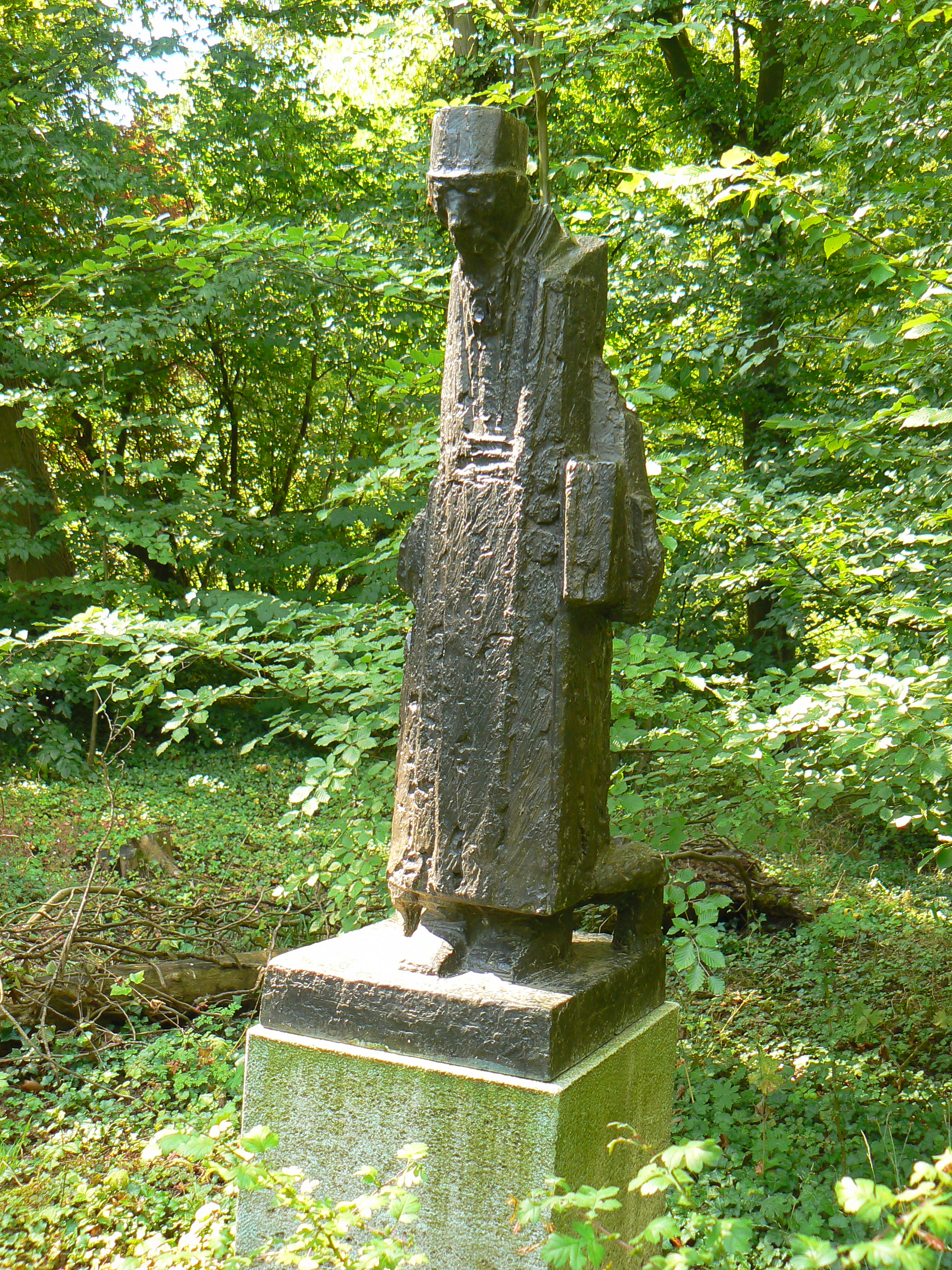
Keesje, het diakenhuismannetje
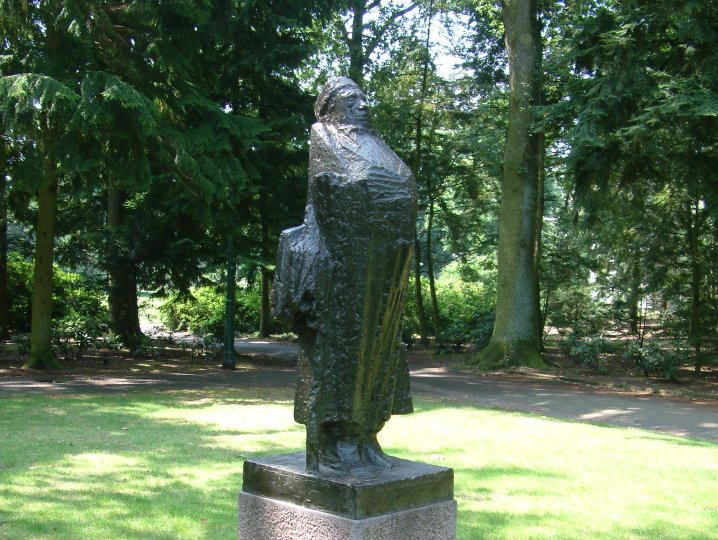
Buikje, Stadswandelpark in Eindhoven
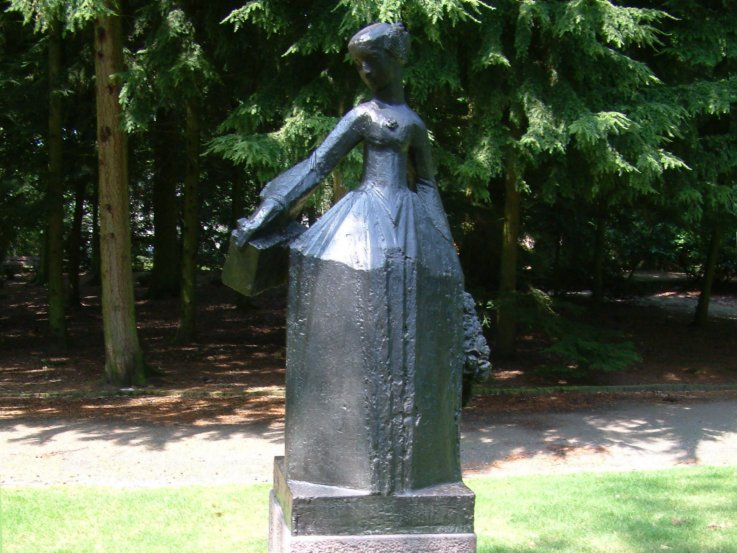
Suzette Noiret, Stadswandelpark in Eindhoven
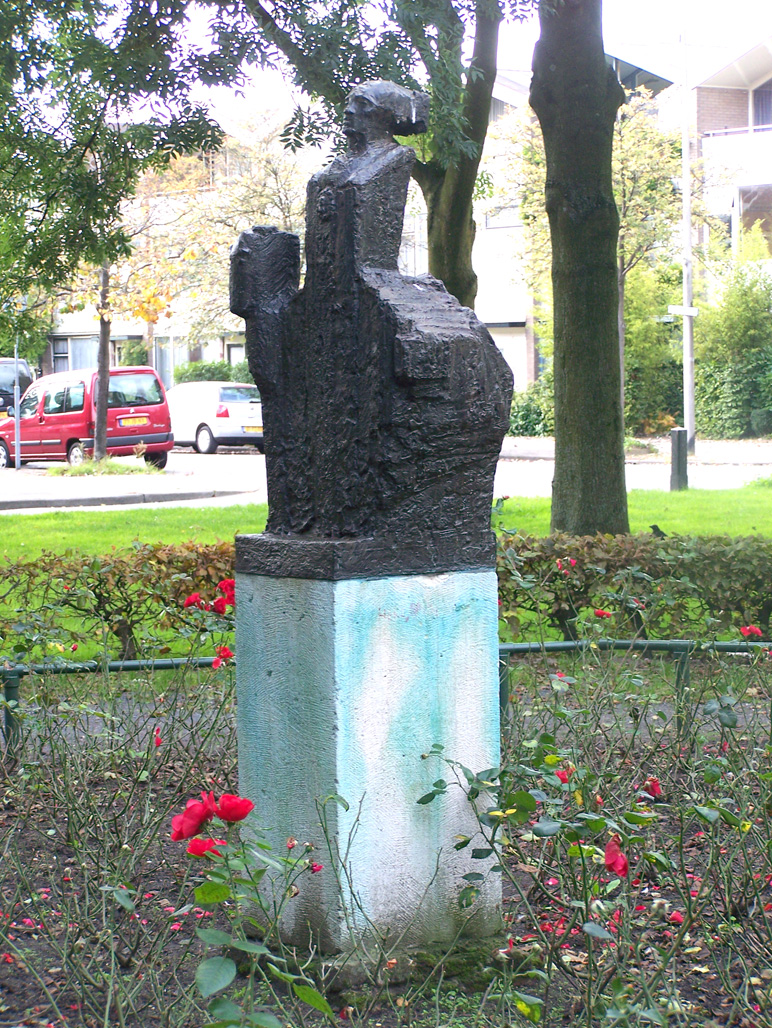
Grootmoeder Kegge (1969) in Utrecht
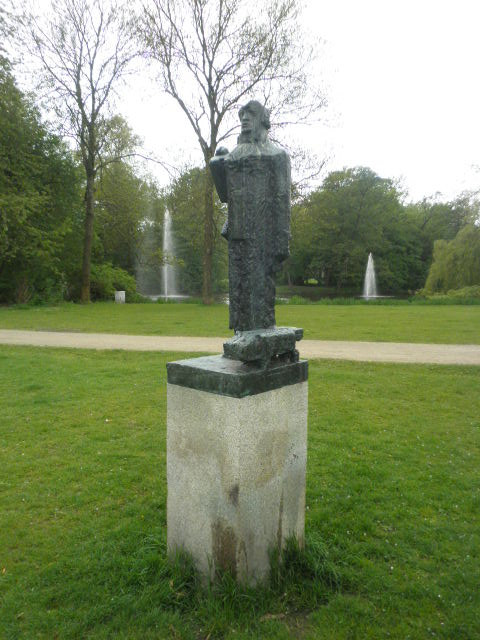
Teun de Jager in het Vondelpark, Amsterdam